# TBS木曜7時30分枠の連続ドラマ
TBS木曜7時30分枠の連続ドラマ（ティービーエスもくようしちじさんじっぷんわくのれんぞくドラマ）は、1956年11月から1984年3月、ならびに1987年10月から1988年3月までTBS系列が毎週木曜19時30分 - 20時（日本標準時。ただし第2期は19:58まで）に編成していたラジオ東京テレビ (KR) → 東京放送 (TBS) 製作のテレビドラマ放送枠である。

## 歴史
当初は九代目市川高麗蔵（後の十一代目市川團十郎）主演の『鞍馬天狗』を、後に『スーパーマン』をはじめとする海外ドラマを放送。1960年代後半からは、17年8か月にわたってチャコちゃんシリーズ→ケンちゃんシリーズを放送した。そしてこれらのシリーズから、四方晴美、宮脇康之（後の宮脇健）、岡浩也といった子役が人気スターとなった。
ケンちゃんシリーズ終了後の1982年10月以降は青春ドラマが主流となるが総じて振るわず、1984年4月改編でクイズ番組『わかるかな?ワールドジェスチャー』に枠を譲り、当枠でのドラマは中断。水曜19:30枠へ移動となる。
『JNNニュースコープ』拡大による40分番組が終了した1987年10月からは、吉幾三主演のコメディドラマ『ヨーシいくぞ!』を開始し、ドラマを再開させるも木曜スペシャル（日本テレビ系）、同時期に始まったミスター味っ子（テレビ東京系）に負け4か月弱で打ち切り。つなぎ番組としてキョンシーブームに因んだ海外ドラマ『来来!キョンシーズ』を2か月強放送し、この枠でのドラマの放送は終了した。
なおケンちゃんシリーズは、1975年3月開始の『おそば屋ケンちゃん』継続中に腸捻転解消が行われたため、同年4月からは朝日放送から毎日放送にネットが変更された。また『ケンちゃんトコちゃん』継続中の1971年4月からは、20時・21時（当初は30分2本立て）・22時（木下恵介・人間の歌シリーズ）と、3時間半に亘ってドラマが放送、この体制は1976年9月まで続いた。特に『すし屋のケンちゃん』継続中の1972年4月から9月の間は、これらの他、19時でも『1・2・3と4・5・ロク』が放送され、4時間にわたってドラマが放送されていた。

## 放送番組一覧
▲マークは海外作品。

### 第1期
- 鞍馬天狗（九代目市川高麗蔵主演版）（1956年11月1日 - 12月6日） - 木曜20:30に移動。
- スーパーマン（1956年12月13日 - 1960年4月28日）▲ - 30分繰り上げ。
- スーパー・ヒューリー（1960年5月5日 - 1961年10月5日）▲
- レストレス・ガン（1961年10月12日 - 1962年10月11日）▲
- 命知らずのケリー（1962年10月18日 - 1963年4月11日）▲
- チビッコ大将（1963年4月18日 - 1965年1月28日）▲
- チャコちゃんシリーズ（1965年2月4日 - 1969年3月27日） - シリーズ第3作『チャコちゃんハーイ!』から本枠での放送となる。
- ケンちゃんシリーズ（1969年4月3日 - 1982年9月30日）
- だんなさまは18歳（1982年10月14日 - 1983年3月31日）
- ちびっ子かあちゃん（1983年4月14日 - 7月28日）
- 胸キュン探偵団（1983年8月4日 - 9月29日）
- 噂のポテトボーイ（1983年10月13日 - 1984年3月29日）

### 第2期
この2作は19:30 - 19:58（JST）枠での放送。
- ヨーシいくぞ!（1987年10月8日 - 1988年1月14日）
- 来来!キョンシーズ（1987年1月21日 - 3月24日）▲

## 備考
- 福島県では、 福島テレビが1983年4月1日にTBS系列メインのクロスネット局から、フジテレビ系フルネット局に変更されてからも（JNN脱退・FNN加盟）、視聴者保護のため『ちびっ子かあちゃん』と『胸キュン探偵団』は同時ネットで放送していたが、1983年10月1日にフジテレビ系フルネットに完全移行したため打ち切りとなった。このため福島県では1983年10月 - 11月は未放送となっていたが、『噂のポテトボーイ』の放送期間中である1983年12月にテレビユー福島の開局に伴い2カ月ぶりに放送を再開している。第2期もテレビユー福島で放送した。
- 琉球放送は、『木曜スペシャル』（日本テレビ）の同時ネット開始に伴い、『噂のポテトボーイ』を以って木曜19時台後半枠のネットを打ち切った。第2期は1986年10月にTBS系ネット枠に復帰した事に伴い、同時ネットで放送した。